# Кумбха (Мевар)
Кумбха (*राणा कुम्भ, д/н —1468) — раджпутський магарана князівства Мевар у 1433–1468 роках, талановитий військовик, противник мусульманських держав в Індії.

## Життєпис

### Зовнішня політика
Походив з клану Сесодія. Син князя Мокала, якого у 1433 році вбили брати Чач й Мера. Проте останні не змогли втримати владу й вимушені були тікати з Мевара. Кумбха стає новим рана. Протягом деякого часу він наводив лад в своєму князівстві.
У 1440 році завдав поразки військам Ахмад-шаха I, султана Гуджарату. У 1442 році розпочалася тривала війна з Махмудом I, султаном Малви. У 1442, 1443 та 1446 році раджпути завдали поразок ворогові. У 1450 році рана Кумбха звів колону на честь своїх перемог. Вслід за цим уклав союз з Гуджаратом й Делійським султанатом проти Малви.
Нова війна із сусідами була викликана у 1456 році втручання рани Кумбхи у справи князівства Нагаур в Раджпутані. Проти Мевара об'єдналися Гуджарат, Малва, деякі раджпутські князі. Зрештою він опинився у складному становищі. Лише смерть у 1458 році Кутб-уд-діна, гуджаратського султана, поліпшило ситуацію. Того ж року Кумбха скористався війною між Махмуд-шахом I Бегара з Махмудом I Малавським. Згодом рана Кумбха перейшов на бік Малви.
На момент смерті Мевар під орудою рани Кумбхи став найвпливовішим князівством Раджпутани. Кумбху було вбито внаслідок змови його сина Удай Сінґха у 1468 році.

### Внутрішня політика
Зважаючи на постійні загрози з боку мусульманських сусідів кумбха велику увагу приділяв поліпшенні оборонноздатності Мевара. За його наказом було зведено 32 фортеці, найзначущішою з яких була Кумбхалґарх.
Його податкова політика сприяла наповненню скарбниці. Водночас значну частину доходу складала здобич, що була отримала під час військових походів.

## Культура
Був великим покровителем науки, мистецтва, літератури. Особисто сам складав різні прозові та наукові твори (залишилися лише відомості про 2 книги з музики). Є автором творів «Самгіти-раджа», «Расіки-прії» (коментар до Гітаговінда), «Сударпрабандха», «Камараджа-ратісара».